# Johann Georg Riegel
Johann Georg Riegel (* 18. November 1833 in Nürnberg; † 1904 ebenda) war ein deutscher Architekt und Zeichner, aber auch Kupferstecher.

## Leben
Riegel war der Sohn des gleichnamigen Johann Georg Riegel. Er war ein Schüler seines Bruders, des Malers und Kupferstechers Jobst Riegel (1821–1878) und arbeitete vorwiegend für architektonische Publikationen. Er schloss sich mit den Brüdern Lorenz Ritter und Paul Ritter zum Atelier Gebrüder Ritter und Riegel zusammen. Dort arbeitete er als Kupferstecher. Viele seiner architektonischen Zeichnungen fertigte er für Fachzeitschriften und Publikationen über das Schweriner Schloss oder das Berliner Rathaus.
Am 13. August 1865 heiratete er Anna Pauline Felicitas (geborene Ritter, geboren um 1837), eine Tochter von Johann Jakob Ritter. Das Paar hatte mehrere Kinder. Der Kunstmaler und Radierer Georg Riegel (* 5. Oktober 1871) war einer ihrer Söhne.

## Werke (Auswahl)

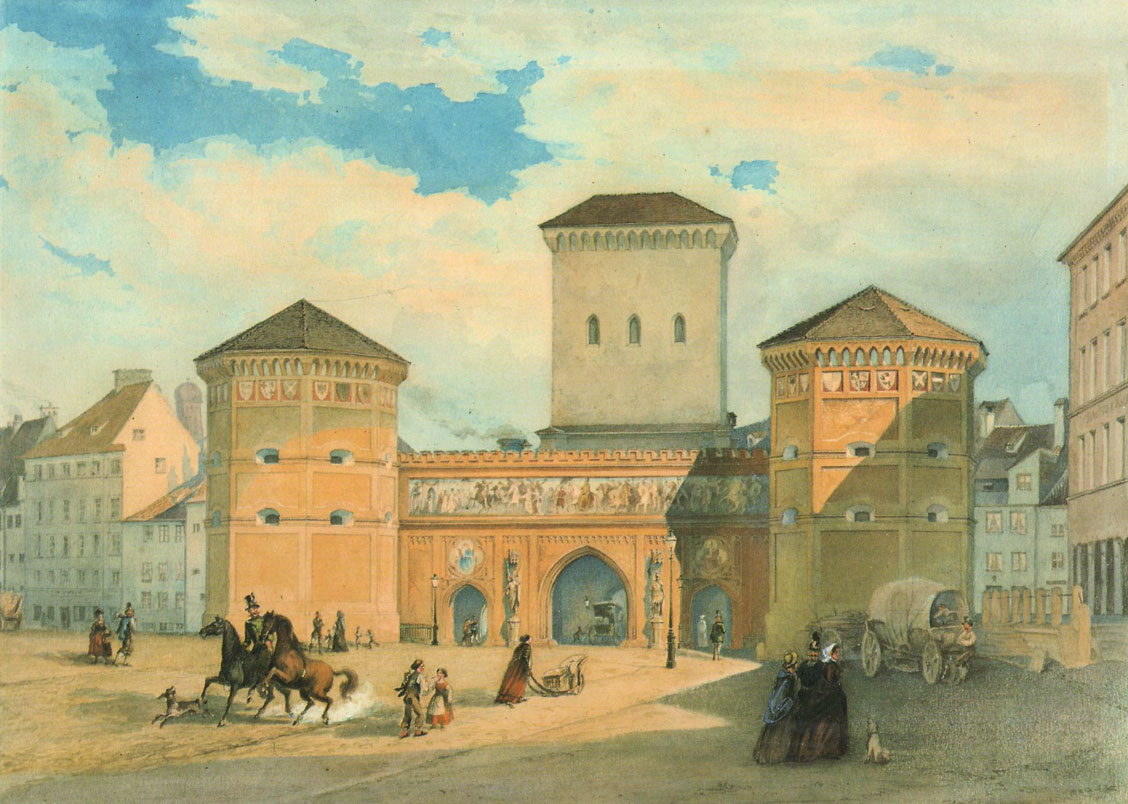
Das Isartor in München, 1857

- Das Schloss in Schwerin
- Das Rathaus in Berlin
- Umbau von Schloss Schönfeld[2]